# 성현아 (축구인)
성현아(1982년 5월 5일 ~ )는 대한민국의 은퇴한 여자 축구 선수이다. 대한민국 여자 축구 국가대표팀의 일원으로 2003 FIFA 여자 월드컵에 참가했으며, 대교 캥거루스에 소속되어 있었다.